# ホノルル糖蜜流出
ホノルル糖蜜流出（ホノルルとうみつりゅうしゅつ、英語: Honolulu molasses spill）は、2013年9月にホノルルで発生した、1,400トンの糖蜜がホノルル港に流出した事件を指す。

## 流出の発覚と影響
糖蜜の流出は2013年9月9日に発覚した。流出の原因はパイプの不良品であり、海上輸送会社のマトソン社が責任を認めた。石油と違い、糖蜜が規制品物に含まれていなかったため、マトソン社もハワイ州政府も糖蜜流出という緊急時の対応策をもっていなかった。海流と天気の影響で糖蜜が徐々に薄められ、ホノルル港から外へ流されるものと考えられる。
ホノルル港にもぐるダイバーは糖蜜が即座に港の底に沈み、酸欠を引き起こしたため一帯の海洋生物が全滅したと報告した。多くのサンゴが傷ついたか死亡し、2万6千匹以上の魚などの海洋生物が酸欠で死亡した。
マウイ島のハワイアン・コマーシャル・アンド・シュガー・カンパニー（The Hawaiian Commercial & Sugar Co.）はサトウキビから糖蜜を製造して、それを本土に輸送した後に加工処理して販売していたが、マトソン社はそれまでの30年間糖蜜をホノルル港から輸送しており、流出が発覚した時点では週に一便の頻度で輸送していた。

## 規制強化
2013年9月20日、ハワイ州交通省は省令を発し、港口のパイプラインを通じて品物を輸送するすべての事業者に対してハワイ州政府にパイプライン定期検査と流出時の対応策に関する文書を提出するよう命じた。ハワイ州はそれまで同様の文書を求めたことがなかった。最初に文書を提出したのはアレクサンダー&ボールドウィン社の子会社カフルイ・トラッキング・アンド・ストレージ（Kahului Trucking & Storage）であり、流出物の回収がほとんど不可能だったためカフルイ社が10月18日に提出された文書ではパイプラインの定期検査と伝送作業を1時間ごとに監視することに触れ、流出の予防と早期検出に集中した。